# Oligodendroglioma anaplastico
L'oligodendroglioma anaplastico è una neoplasia a livello del sistema nervoso centrale che si ritiene abbia origine dagli oligodendrociti, un tipo cellulare della glia. Nella classificazione dei tumori cerebrali dell'Organizzazione mondiale della sanità, gli oligodendrogliomi anaplastici sono classificati di grado III. Nel corso della malattia, possono degenerare in oligodendroglioma altamente maligno, grado IV. La stragrande maggioranza degli oligodendrogliomi si manifesta sporadicamente, senza una causa confermata e senza ereditarietà all'interno di una famiglia.

## Segni e sintomi
- L'epilessia[4]

I sintomi dell’oligodendroglioma anaplastico possono includere:
- Attacco
- Mal di testa
- Debolezza su un lato del corpo
- Difficoltà linguistiche
- Cambiamenti di comportamento e personalità
- Problemi di equilibrio e movimento
- Problemi di memoria

## Patogenesi
L'oligodendroglioma anaplastico (maligno) appartiene al gruppo di glioma diffuso e insorge nel sistema nervoso centrale (cervello e midollo spinale) da precursore cellula staminales degli oligodendrocitis. Questo tumore si verifica principalmente nella metà dell'età adulta con un picco di frequenza nella 4ª e 5ª decade di vita.

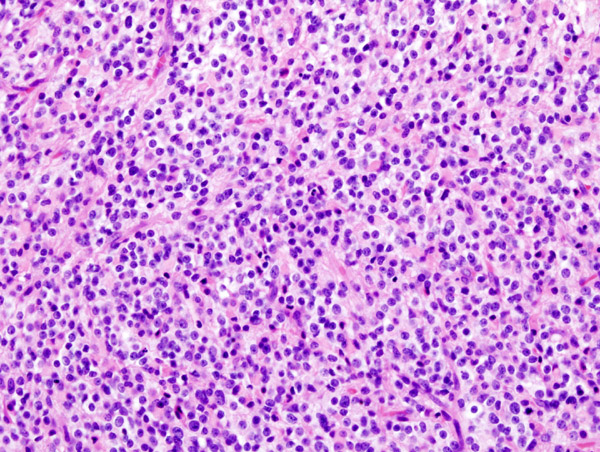
Immagine istopatologica di oligodendroglioma anaplastico a livello encefalico. Colorazione con ematossilina ed eosina.
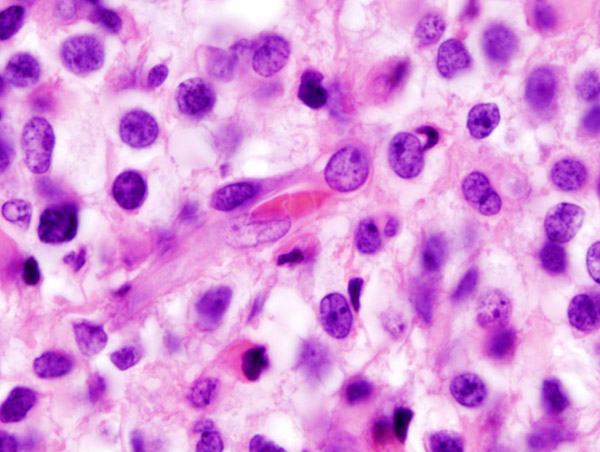
Ingrandimento dell'immagine precedente, che permette di vedere in maniera più chiara le forme irregolari delle cellule e del nucleo.
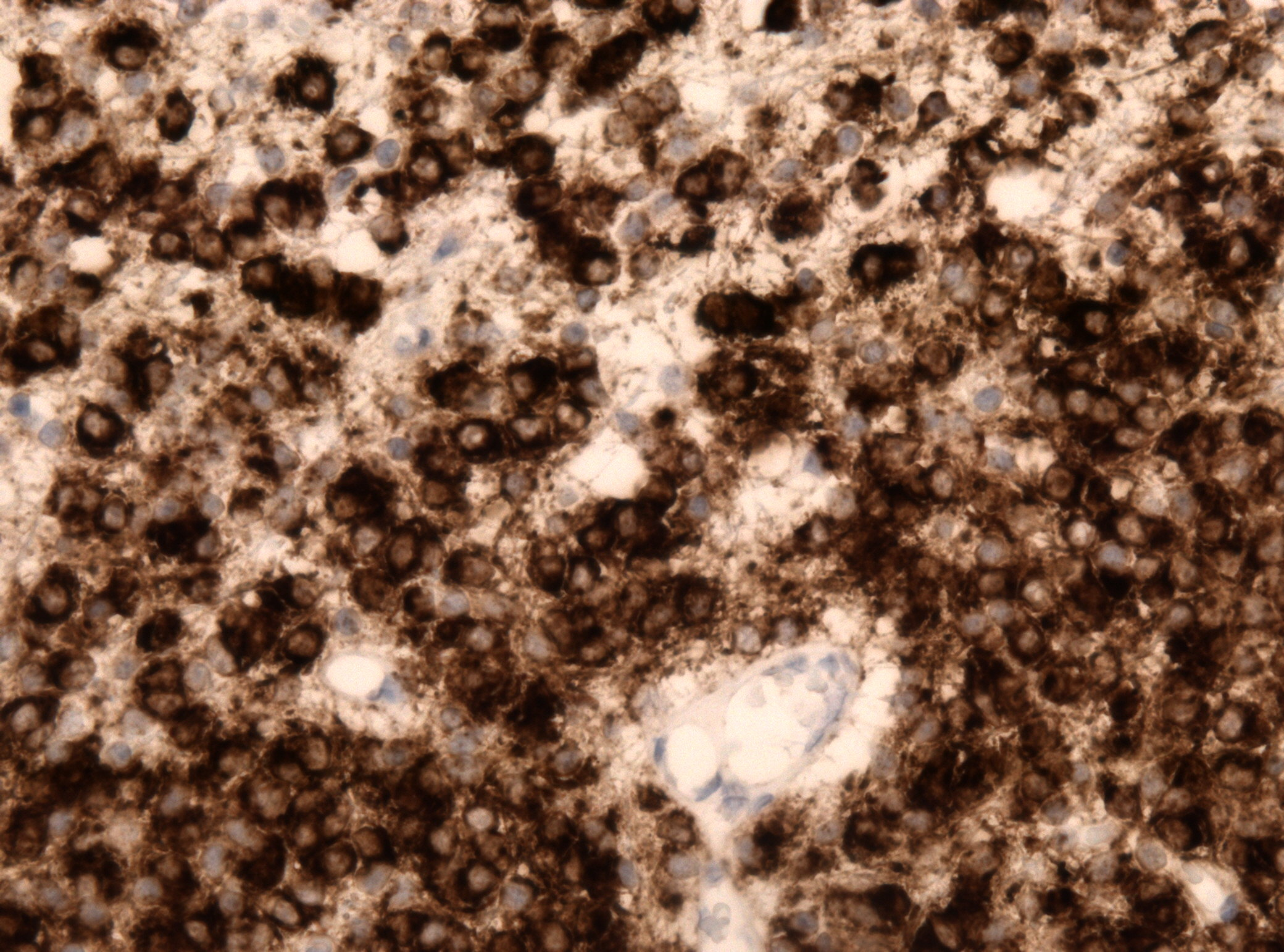
Mutazione IDH1 R132H

## Trattamento
La chirurgia può aiutare a ridurre i sintomi causati dal tumore. Generalmente si preferisce la rimozione il più completa possibile del tessuto tumorale visibile alla risonanza magnetica, a condizione che la posizione del tumore lo consenta. Poiché in genere al momento della diagnosi le cellule di un oligodendroglioma anaplastico sono già migrate nel tessuto cerebrale sano circostante, non è possibile una rimozione chirurgica completa di tutte le cellule tumorali. Se la massa tumorale comprime le strutture cerebrali adiacenti, il neurochirurgo in genere può rimuovere la maggior parte del tumore senza danneggiare altre strutture cerebrali critiche e sane.
Il marker 1p/19q gioca un ruolo sempre più importante nella selezione della terapia e delle combinazioni terapeutiche. Considerato che questo tumore tende a progredire in maniera lenta con poco o nessun dolore, e considerando che la neurochirurgia, la chemioterapia e la radioterapia sono pratiche che presentano controindicazioni e possibili effetti collaterali, la maggior parte dei neurooncologi tende a seguire un percorso di vigile attesa trattando esclusivamente l'eventuale sintomatologia. Il trattamento sintomatico spesso include l'uso di anticonvulsivanti e steroidi per limitare l'eventuale edema. La radioterapia ha un ruolo importante, così come la chemioterapia con temozolomide o una chemioterapia con procarbazina, CCNU e vincristina (PCV), utilizzati già durante gli anni Settanta, che si sono dimostrati farmaci efficaci e rappresentano il regime chemioterapico più comunemente utilizzato per il trattamento degli oligodendrogliomi anaplastici.
Cyberknife può essere utilizzato per il trattamento dell'oligodendroglioma anaplastico.

## Ricerca
È stato scoperto che le neoplasie comunicano tra loro in una grande rete, si scambiano le sostanze necessarie per la sopravvivenza, e quindi possono evitare gli effetti delle radiazioni o della chemioterapia. Anche la comunicazione di rete svolge un ruolo importante nella diffusione della malattia. Le cellule tumorali sono anche collegate a cellule nervose sane e ricevono segnali diretti da esse: in questo modo i tumori possono crescere più velocemente. I meccanismi studiati non solo offrono spiegazioni fondamentalmente nuove per la crescita molto aggressiva di questo tipo di tumore. Offrono anche approcci a nuove terapie, per fermare la crescita dei tumori cerebrali e rendere più efficaci le terapie esistenti. Pertanto, l'interruzione e persino la distruzione delle reti di cellule tumorali diventa un principio terapeutico completamente nuovo in oncologia, con i primi studi clinici basati su questi risultati.

## Prognosi
Il tasso di sopravvivenza relativa a 5 anni è del 76% per la fascia d'età 20–44, del 67% per la fascia 45–54 e del 45% per la fascia 55–64.
Il riscontro della codelezione 1p/19q può essere considerato favorevole per il paziente e rende più probabile una risposta alla radioterapia e alla chemioterapia.
Procarbazina, lomustina e vincristina sono utilizzate dal maggio 1975. Per 48 anni, nuove opzioni terapeutiche sono state regolarmente testate nell'ambito di studi terapeutici per migliorare il trattamento dell'oligodendroglioma anaplastico.